# The King (película de 2017)
The King (en hangul, 더 킹; romanización revisada del coreano: Deo king) es una película dramática de crimen político surcoreana de 2017, dirigida por Han Jae-rim y protagonizada por Jo In-sung, Jung Woo-sung, Bae Seong-woo, Ryu Jun-yeol, Kim Eui-sung y Kim Ah-joong.

## Sinopsis
Tae-soo (Jo In-sung), nacido en una familia pobre, decide convertirse en fiscal cuando descubre que el poder es lo más importante en la vida. Después de ingresar en la facultad de derecho más prestigiosa del país y experimentar la resistencia democrática en Corea, Tae-soo finalmente alcanza su objetivo de convertirse en fiscal, pero su vida no es mejor que la de un asalariado. Por casualidad, se une a una camarilla de poderosos fiscales con riqueza y autoridad. Finalmente prueba la vida de la máxima jerarquía, pero mientras disfruta de la dulzura de la supremacía, también ve el lado cruel de la misma.

## Reparto
- Jo In-sung como Park Tae-soo.[7][8]
- Jung Woo-sung como Han Kang-shik.[9]
- Bae Seong-woo como Yang Dong-chul.[8]
- Ryu Jun-yeol como Choi Doo-il.[10]
- Kim Eui-sung como Kim Eung-soo.[11]
- Kim Ah-joong como Im Sang-hee.[12]
- Jang Myung-gab como Um Hyun-gi.
- Jung Eun-chae como Park Shi-yeon, hermana de Tae-soo.[13]
- Kim So-jin como Ahn Hee-yeon.[14][15]
- Hwang Seung-eon como Jun Hee-sung.[16]
- Shin Ryu-jin como Ji Min.[17]
- Jung Sung-mo como Park Myung-hoon.
- Lee Joo-yeon como Cha Mi-ryeon.[18]
- Kim Min-jae como el periodista Baek.
- Oh Dae-hwan como Song Baek-ho.[19]
- Go Ah-sung como Kim Yang.
- Cha Yeob como un yudoca.
- Park Jung-min como Heo Gi-hoon, el marido de Park Shi-yeon.[20]
- Yook Mi-ra como la suegra de Tae-soo.
- Park Pal-yeong como el suegro de Tae-soo.
- Lee Yeol-eum como Eul-soon.
- Choi Gwi-hwa como Choi Min-seok.
- Han Soo-yeon.[21][22]
- Seo Wang-seok.
- Gong Sang-ah como Madame Tou.
- Geum Sae-rok como una amiga de Hee-sung.[23]
- Jeon Jin-ki como Ha Tae-il.
- Park Chae-ik como jefe de policía.
- So Hee-jung como la madre de Ji-min.
- Lee Kyu-ho.
- Choi Yeong-do como hombre en el accidente.
- Jo Hyun-woo como propietario del gimnasio.
- Kim Koo-kyung.
- Park Ji-hong.
- Jo Woo-jin como detective de Park Tae-soo.[24]

## Producción
El presupuesto ascendió a diez mil millones de wones. La primera lectura del guion tuvo lugar a finales de enero de 2016. El rodaje comenzó el 4 de febrero y finalizó el 3 de julio de 2016. Las localizaciones del mismo fueron Seúl, Daejeon y Busan en Corea del Sur. El 15 de diciembre se presentó en rueda de prensa en Seúl.
Con esta película Jo-In sung regresó a la pantalla grande después de ocho años desde su última aparición.

## Promoción y estreno
El primer tráiler de la película batió la mejor marca de accesos a un tráiler de una película surcoreana con más de 7,17 millones de visualizaciones en siete días desde su lanzamiento.
La película se estrenó en Corea del Sur el 18 de enero de 2017.

## Recepción
La película fue número uno en su estreno en Corea del Sur, con 1,85 millones de entradas y 13,2 millones de dólares norteamericanos de recaudación. En total, la película reunió a 5,31 millones de espectadores y recaudó 34,24 millones de dólares en todo el país, convirtiéndose en la séptima película surcoreana con mayor recaudación en 2017.

## Premios y nominaciones
| Premio                            | Categoría                      | Candidato                     | Resultado | Ref.                 |
| --------------------------------- | ------------------------------ | ----------------------------- | --------- | -------------------- |
| 53rd Baeksang Arts Awards         | Mejor actor de reparto         | Bae Seong-woo                 | Nominado  | [ 31 ] [ 32 ]        |
| 53rd Baeksang Arts Awards         | Mejor actriz de reparto        | Kim So-jin                    | Ganadora  | [ 31 ] [ 32 ]        |
| 53rd Baeksang Arts Awards         | Mejor actor revelación         | Ryu Jun-yeol                  | Ganador   | [ 31 ] [ 32 ]        |
| 26th Buil Film Awards             | Mejor actor de reparto         | Ryu Jun-yeol                  | Nominado  |                      |
| 26th Buil Film Awards             | Mejor actriz de reparto        | Kim So-jin                    | Nominada  |                      |
| 26th Buil Film Awards             | Mejor fotografía               | Kim Woo-hyung                 | Nominado  |                      |
| 26th Buil Film Awards             | Mejor dirección artística      | The King                      | Nominada  |                      |
| 54th Grand Bell Awards            | Mejor película                 | The King                      | Nominada  | [ 33 ] [ 34 ] [ 35 ] |
| 54th Grand Bell Awards            | Mejor director                 | Han Jae-rim                   | Nominado  | [ 33 ] [ 34 ] [ 35 ] |
| 54th Grand Bell Awards            | Mejor actor                    | Jo In-sung                    | Nominado  | [ 33 ] [ 34 ] [ 35 ] |
| 54th Grand Bell Awards            | Mejor actor de reparto         | Bae Seong-woo                 | Ganador   | [ 33 ] [ 34 ] [ 35 ] |
| 54th Grand Bell Awards            | Mejor actriz de reparto        | Kim So-jin                    | Ganadora  | [ 33 ] [ 34 ] [ 35 ] |
| 54th Grand Bell Awards            | Premio técnico                 | The King                      | Nominada  | [ 33 ] [ 34 ] [ 35 ] |
| 54th Grand Bell Awards            | Mejor planificación            | The King                      | Nominada  | [ 33 ] [ 34 ] [ 35 ] |
| 54th Grand Bell Awards            | Mejor dirección artística      | Lee Na-gyeom                  | Nominado  | [ 33 ] [ 34 ] [ 35 ] |
| 54th Grand Bell Awards            | Mejor guion                    | Han Jae-rim                   | Ganador   | [ 33 ] [ 34 ] [ 35 ] |
| 54th Grand Bell Awards            | Mejor música                   | Mowg                          | Nominado  | [ 33 ] [ 34 ] [ 35 ] |
| 54th Grand Bell Awards            | Mejor vestuario                | Cho Sang-kyung                | Nominada  | [ 33 ] [ 34 ] [ 35 ] |
| 54th Grand Bell Awards            | Mejor iluminación              | Kim Seung-gyoo                | Nominado  | [ 33 ] [ 34 ] [ 35 ] |
| 54th Grand Bell Awards            | Mejor fotografía               | Kim Woo-hyeong                | Nominado  | [ 33 ] [ 34 ] [ 35 ] |
| 54th Grand Bell Awards            | Mejor montaje                  | Sin Min-kyeong                | Ganadora  | [ 33 ] [ 34 ] [ 35 ] |
| 1st The Seoul Awards              | Mejor película                 | The King                      | Nominada  | [ 36 ]               |
| 1st The Seoul Awards              | Mejor actor                    | Jung Woo-sung                 | Nominado  | [ 36 ]               |
| 1st The Seoul Awards              | Mejor actor de reparto         | Bae Seong-woo                 | Nominado  | [ 36 ]               |
| 1st The Seoul Awards              | Mejor actor revelación         | Ryu Jun-yeol                  | Ganador   | [ 36 ]               |
| 38th Blue Dragon Film Awards      | Mejor película                 | The King                      | Nominada  | [ 37 ] [ 38 ] [ 39 ] |
| 38th Blue Dragon Film Awards      | Mejor actor                    | Jo In-sung                    | Nominado  | [ 37 ] [ 38 ] [ 39 ] |
| 38th Blue Dragon Film Awards      | Premio Estrella popular        | Jo In-sung                    | Ganador   | [ 37 ] [ 38 ] [ 39 ] |
| 38th Blue Dragon Film Awards      | Mejor actor de reparto         | Bae Seong-woo                 | Nominado  | [ 37 ] [ 38 ] [ 39 ] |
| 38th Blue Dragon Film Awards      | Mejor actriz de reparto        | Kim So-jin                    | Ganadora  | [ 37 ] [ 38 ] [ 39 ] |
| 38th Blue Dragon Film Awards      | Mejor fotografía e iluminación | Kim Woo-hyung y Kim Seung-gyu | Nominados | [ 37 ] [ 38 ] [ 39 ] |
| 38th Blue Dragon Film Awards      | Mejor montaje                  | Shin Min-kyung                | Ganadora  | [ 37 ] [ 38 ] [ 39 ] |
| 38th Blue Dragon Film Awards      | Mejor música                   | Mowg                          | Nominado  | [ 37 ] [ 38 ] [ 39 ] |
| 38th Blue Dragon Film Awards      | Mejor dirección artística      | Lee Na-gyeom                  | Nominado  | [ 37 ] [ 38 ] [ 39 ] |
| 17th Director's Cut Awards        | Mención especial               | The King                      | Ganadora  | [ 40 ]               |
| 12th Asian Film Awards            | Mejor montaje                  | Shin Min-kyung                | Ganadora  | [ 41 ]               |
| 9th KOFRA Film Awards             | Mejor actriz de reparto        | Kim So-jin                    | Ganadora  | [ 42 ]               |
| 2nd Malaysia Golden Global Awards | Mejor actor                    | Jo In-sung                    | Nominado  |                      |